# Municipio de Gold Mine
El municipio de Gold Mine (en inglés: Gold Mine Township) es un municipio ubicado en el  condado de Franklin en el estado estadounidense de Carolina del Norte. En el año 2010 tenía una población de 1.630 habitantes.

## Geografía
El municipio de Gold Mine se encuentra ubicado en las coordenadas 36°10′26.74″N 78°4′55.22″O / 36.1740944, -78.0820056.